# Třetí palatalizace
Třetí palatalizace byla fonetická změna slovanských jazyků. 
Spočívala v přechodu velárních souhlásek k, g a x na c', dz' a s' v jihoslovanských a východoslovanských jazycích a na c', dz' a š' v jazycích západoslovanských. 
Později se ve všech slovanských jazycích, kromě polštiny, polabštiny a staroslověnštiny, afrikátní souhláska dz' zjednodušila na z'. 
Výsledkem byly nové hlásky a nové tvary slov v skloňování (např. v dativu, lokálu). 
Původní praslovanské ruka, noga, ucho se patalizací změnily v češtině na ruce, noze, uši.
Další přiklady:
- ovьka > ovce česky
- liko > líce česky
- stьga > stez(ka) česky
- vьхъ > veš česky

Třetí palatalizaci odhalil polský a ruský vědec Jan Baudouin de Courtenay.